# Christian Wilhelm Alers
Christian Wilhelm Alers (* 6. Dezember 1737 in Hamburg; † 3. Juni 1806 in Uetersen) war ein deutscher Geistlicher Dichter, Philosoph und Prediger.

## Leben
Alers wurde 1737 in Hamburg geboren, er war Schüler von Georg Philipp Telemann am Johanneum in Hamburg. Dort verfasste er das Werk Der Tag des Gerichts, das 1762 seine Uraufführung hatte. Dieses Singgedicht war eins der populärsten geistlichen Werken der damaligen Zeit. Später ging er nach Rellingen, das zur Herrschaft Pinneberg gehörte, wo er von 1768 bis 1788 die Stelle als Pastor in der Rellinger Kirche übernahm. Während dieser Zeit vermittelte Augusta Louise zu Stolberg-Stolberg ihn als Klosterprediger und Hauptpastor nach Uetersen, wo er 1789 seine erste Predigt in der dortigen Klosterkirche hielt. In dieser Zeit trat er als Dichter hervor und veröffentlichte zahlreiche Gedichte und Predigten in vielen Zeitungen und Zeitschriften im Hamburger Umland. Gleichzeitig entstand die dreibändige Sammlung Gedichte der Religion, dem Vaterlande und der Freundschaft gesungen, die später in Friedrich Gottlieb Klopstocks Bibliothek gefunden wurden. Anlässlich Klopstocks Tod verfasste er das Gedicht An Klopstock, das 1803 erschien. Im Jahre 1806 verstarb Christian Wilhelm Alers im Kloster von Uetersen und hinterließ der Nachwelt unzählige Gedichte, Predigten, Lieder- und Kantatentexte, die noch heute zum Teil große Beachtung finden.
Alers Enkel war der deutsche Advokat und Dichter Wilhelm Ludwig Alers (1802–1869).

## Werke
- Der Tag des Gerichts (Singgedicht in vier Betrachtungen) (1761)
- An meine geliebte Braut die Demoiselle Anna Christina Rönchen (1770)
- Libretto zur Bürgerkapitänsmusik Hebt an, ihr Chöre der Freuden (1780; Musik von Carl Philipp Emanuel Bach)[1]
- Gedichte der Religion, dem Vaterlande und der Freundschaft gesungen (1789)
- An Klopstock (Gedicht zum Tode von Friedrich Gottlieb Klopstock) (1803)